# 남아메리카자이언트쥐속
남아메리카자이언트쥐속(Gyldenstolpia)은 비단털쥐과 목화쥐아과에 속하는 설치류 속의 하나이다. 속명은 스웨덴 동물학자 길겐스톨페(Nils Gyldenstolpe)의 이름에서 유래했다. 두 종이 알려져 있으며, 브라질 남부와 아르헨티나 북동부 지역에 제한적으로 분포한다.

## 특징
대형 설치류로 머리부터 몸까지 길이는 160~205mm, 꼬리 길이는 75~118mm, 몸무게는 최대 139g이다.

## 하위 종
- 남아메리카자이언트쥐 (Gyldenstolpia fronto)
- 플라날티나자이언트쥐 (Gyldenstolpia planaltensis)